# Tenossinovite
Tenossinovite é a inflamação da bainha do tendão e da membrana sinovial, encontrados nas articulações, causando dor, inchaço e dificuldade de mover a articulação afetada.

## Causa
Costuma estar associada a micro-lesões causadas pelo desgaste da articulação a ponto de permitir a entrada de bactérias.
- Movimentos repetitivos;
- Exercícios pesados;
- Ferimentos;
- Vulnerabilidade genética;
- Doenças infecciosas;
- Artrite reumatoide.

## Sintoma
Os principais sintomas de infecção da articulação são:
- Dor, especialmente ao mover;
- Inchaço, calor e rubor;
- Dificuldade de mover.

Os locais mais afetados são:
- Ombros
- Cotovelos
- Mãos
- Joelhos
- Pés

Podem afetar qualquer articulação.

## Epidemiologia
São mais comuns em homens e pessoas acima dos 40 anos, sendo especialmente frequente entre 60 e 70 anos. Estão frequentemente associados com lesão por esforço repetitivo (LER), sendo uma das doenças ocupacionais relacionadas ao trabalho (DORT) mais comuns. Também são comuns entre artistas (pintores, desenhistas, escritores, dançarinos...), atletas e em quem trabalha escrevendo ou digitando por horas sem descanso. Mulheres grávidas e pouco após o parto tem maior risco. O local mais afetado são as articulações do polegar da mão (síndrome de DeQuervain).

## Tratamento
Depende do tamanho e local da inflamação, mas casos leves e moderados geralmente envolvem apenas o uso de anti-inflamatórios não esteroides e analgésicos, como ibuprofeno, na forma de pomadas ou comprimidos. Imobilização e repouso da articulação acelera a melhora. Uma bolsa de água fria ou gelo pode ajudar a diminuir o inchaço e a dor. 
Casos graves podem exigir uma injeção de corticosteroide e uso de antibióticos. Caso não funcionem pode ser necessário uma cirurgia ortopédica local para limpar, tratar e re-posicionar os ligamentos.